# Lister (Fluss)
Die Lister (ältere Schreibweise Liester, Liesterbach) ist ein 19 km langer, nordwestlicher und linker Zufluss der Bigge im Stadtgebiet von Meinerzhagen. Sie fließt im nordrhein-westfälischen Märkischen Kreis (Deutschland), durchfließt die Listertalsperre und speist den Biggesee.

## Name
1553 wird der Fluss als Lijster erstmals schriftlich erwähnt. Der Deutung des Namens ist unsicher und könnte mit den urindogermanischen Verben *leiH- für 'gießen' oder *leih2- für 'aufhören, schwinden' in Zusammenhang stehen.

## Verlauf

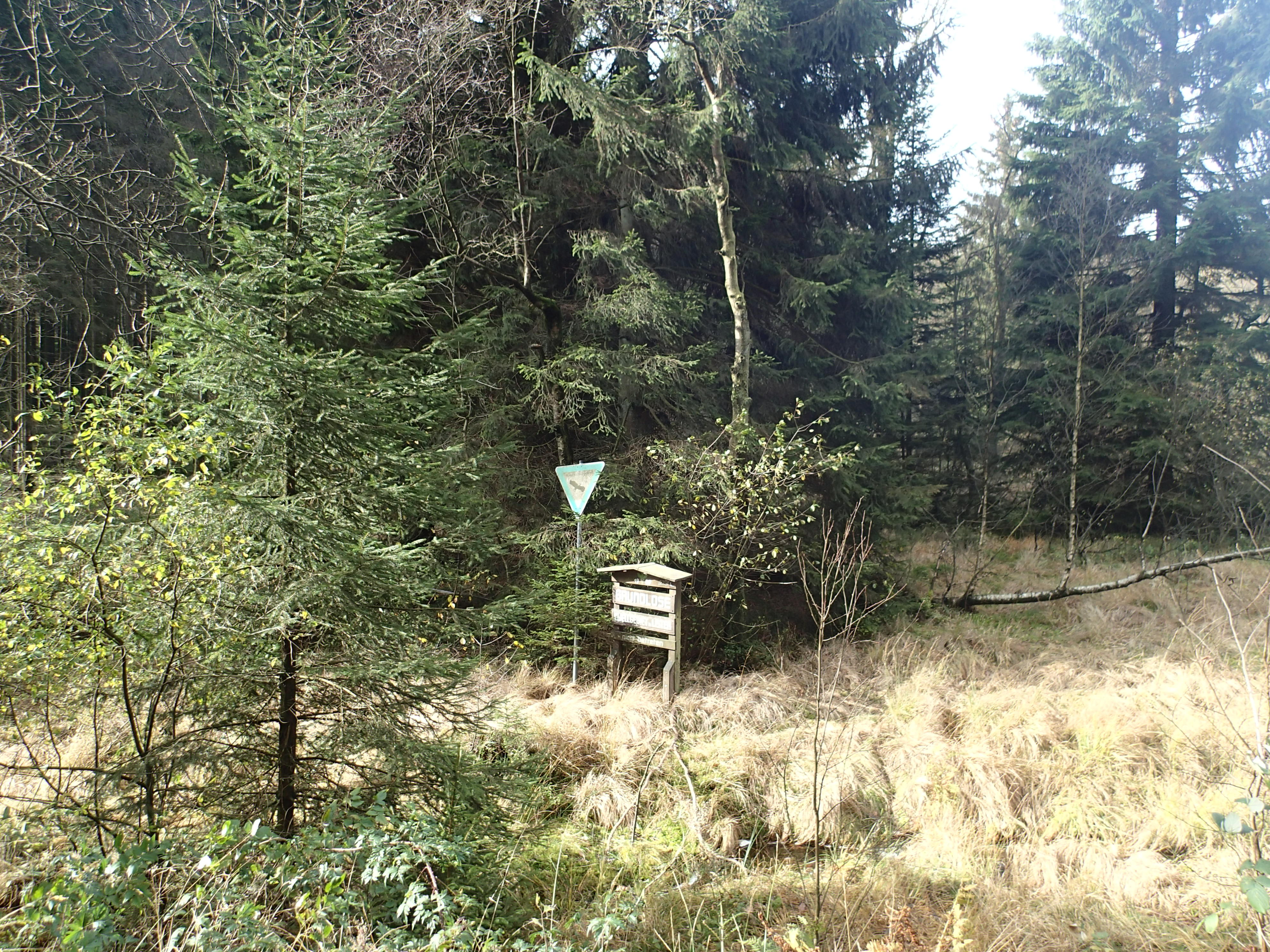
Quellgebiet der Lister im Ebbegebirge. Schrift auf der Tafel: Grundlose / Quellgebiet d. Lister / nicht betreten

Die Lister verläuft innerhalb des Sauerlands im Naturpark Sauerland-Rothaargebirge. Sie entspringt innerhalb des Ebbegebirges, nördlich des Bergs Rothenstein (ca. 600 m ü. NHN). Ihre im Hochmoor Grundlose gelegene Quelle liegt im Naturschutzgebiet Auf’m Ebbe/Ebbemoore, das sich zwischen den zum Stadtgebiet von Meinerzhagen gehörenden Weilern Schürfelde und Nocken im Norden sowie dem Dorf Willertshagen im Süden rund 870 m ostnordöstlich des an der Bundesautobahn 45 (Sauerlandlinie) befindlichen Rastplatzes Rothenstein (540 bis 580 m) auf etwa 560 m Höhe ausbreitet.
In überwiegend südöstlicher Richtung fließt die Lister zwischen dem Ebbegebirge im Nordwesten und der Listertalsperre im Südosten durch den Naturpark Ebbegebirge: Anfangs steuert der Bach in südlicher Richtung auf das wenige Kilometer östlich von Meinerzhagen gelegene Dorf Willertshagen zu, das er unmittelbar östlich passiert.
Fortan fließt die Lister durch zahlreiche Weiler im Stadtgebiet von Meinerzhagen und unter anderem über den Stadtteil Krummenerl zum Stadtteil Hunswinkel, wo sie von Westen kommend in die Listertalsperre (319,52 m) mündet, einen Seitenarm des von der Bigge durchflossenen Stausees Biggesee, der direkt an die Luftseite der Listerstaumauer stößt.